# 科罗索酸
科罗索酸（英語：Corosolic acid）化学式C30H48O4，是一种五环三萜化合物，最初提取自大花紫薇（Lagerstroemia speciosa）。科罗索酸与熊果酸（C30H48O3）结构上非常类似，仅多了一个2α位的羟基。

熊果酸的结构